# Deuxième guerre macédonienne
Pour les articles homonymes, voir Guerre macédonienne.
Guerres de Macédoine
Batailles
Bataille de l'Aoos
Bataille de Cynoscéphales
La deuxième guerre macédonienne (200 à 197 av. J.-C.) oppose Philippe V, roi de Macédoine, aux Romains, appelés à l'aide en 201 par Pergame et Rhodes après la bataille de Chios dans le contexte de la première guerre crétoise. Cette nouvelle guerre de Macédoine, tournant historique de la période hellénistique, marque le début de l'impérialisme romain en Grèce. Elle se termine par la victoire des légions romaines à la bataille de Cynoscéphales.

## Causes de la guerre

### Les ambitions égéennes de Philippe
La première guerre de Macédoine qui voit les Romains intervenir pour défendre leur protectorat en Illyrie et soutenir leurs alliés de la Ligue étolienne contre Philippe V, se conclut en 205 av. J.-C. par le traité de Phœnicè. Mais Philippe manifeste des ambitions en Méditerranée orientale, inquiet notamment de la puissance navale de Rhodes et de Pergame. En Grèce, le roi se voit par ailleurs reprocher son despotisme, même de la part de ses alliés de la Ligue achéenne.
Afin de financer une flotte de guerre, il lance des opérations de piraterie en Mer Égée. À cette époque les Rhodiens, qui assurent la police maritime, mènent la première guerre crétoise contre les pirates de Crète, ancien protectorat macédonien qui s'est émancipé. Philippe soutient alors les Crétois auxquels se joignent des pirates spartiates sous le règne de Nabis. Il forme alors une alliance avec Antiochos III contre Ptolémée V et attaque les territoires alliés aux Lagides et de Rhodes en Thrace et autour de la Propontide, dont Cios qui est offerte à Prusias, roi de Bithynie. Il conquiert ensuite Lysimachia et Chalcédoine, membres de la Ligue étolienne, mettant fin définitivement à son alliance avec les Étoliens qui appellent en vain les Romains à l'aide, le Sénat prétextant la paix séparée qu'ils ont conclue en 205. Selon les Romains, les actes de Philippe ne violent d'ailleurs pas la paix de Phœnicè.
Au cours de l'hiver 203-202, Philippe signe un traité avec Antiochos III afin de se partager des territoires détenus le jeune roi Ptolémée V. Le plan prévu serait que Philippe fasse main basse sur les possessions lagides du littoral d'Asie Mineure tandis qu'Antiochos aurait les coudées franches en Cœlé-Syrie. Une fois ce traité (vraisemblablement secret) conclu, Philippe attaque les territoires ptolémaïques en Thrace, puis sa flotte prend Samos et fait le siège de Chios. À la bataille de Ladè, au large de Milet, il remporte une victoire navale contre les Rhodiens qui dès lors forment une alliance avec Pergame, à laquelle se joignent Cyzique et Byzance. Philippe décide de marcher contre Pergame et ravage son arrière-pays. Mais la flotte macédonienne est vaincue par la coalition à la bataille de Chios en 201, mettant fin à ses ambitions thalassocratiques. Philippe passe alors en Carie, tentant de faire main basse sur les territoires contrôlés par les Rhodiens. Mais ces derniers, avec les Pergaméniens, parviennent à bloquer la flotte macédonienne à Bargylia contraignant Philippe à hiverner dans un pays dépourvu de ressources. 
La campagne de 201 s'achève donc sur un insuccès dont les conséquences s'avèrent sévères pour la Macédoine : Attale en sort renforcé tandis que les alliés rhodiens et pergaméniens font appel aux Romains à travers une ambassade, alors que la deuxième guerre punique vient de s'achever sur leur victoire. Philippe tient en effet toujours les Détroits tandis que Rhodes a perdu ses possessions continentales. Au printemps 200, Philippe parvient à s'échapper de Carie pour retourner en Macédoine (sans son armée). De là, il décide d'appuyer les Acarnaniens contre Athènes y voyant l'occasion de reprendre pied au Pirée perdu sous Antigone III Doson. Mais une flotte rhodienne et pergaménienne, lancée à la poursuite du roi, parvient au large d'Égine à reprendre aux Macédoniens les navires pris aux Athéniens. Attale et les Rhodiens sont reçus triomphalement par les Athéniens qui déclarent la guerre à Philippe. C'est dans ce contexte que le Sénat romain décide d’intervenir en adressant à Philippe un premier ultimatum en 200 par l'intermédiaire d'une ambassade dépêchée à Athènes. Le stratège macédonien évacue alors l'Attique pour informer son roi. Rome se place désormais en protectrice de la Grèce contre Philippe qui devient l'agresseur. Les opérations de l’armée romaine commencent dès l'automne 200, marquant le début de la deuxième guerre macédonienne.

### L'ultimatum à Philippe
En 200 av. J.-C., une ambassade romaine est conduite auprès de Philippe V par C. Claudis Nero, le vainqueur du Métaure, P. Sempronius Tuditanus, le négociateur du traité de Phœnicè et le jeune M. Aemilius Lepidus. Ils parviennent à Athènes où ils rencontrent Attale et ses alliés rhodiens. Peu après, la cité est victime d'une attaque des Macédoniens ; c'est à ce moment-là que les trois légats rencontrent Nicanor, le stratège de Philippe, lui enjoignant d'informer son roi de ne plus s'attaquer aux Grecs. Il ne s'agit donc pas encore d'une déclaration de guerre mais bien d'un ultimatum. Sur ces entrefaites, Nicanor retourne en Macédoine, tandis que les légats partent en mission en Orient afin d'intervenir dans la cinquième guerre de Syrie entre Antiochos III et Ptolémée V. Mais Philippe se conduit de manière inconsidérée. Il déclenche en effet une nouvelle invasion de l'Attique ainsi que des opérations en Thrace et sur les détroits hellespontiques en faisant le siège d'Abydos. Pendant ce siège mené en octobre 200, Aemilius Lepidus renouvelle l'ultimatum du Sénat, en plus de lui signifier qu'il ne doit pas s'en prendre aux possessions ptolémaïques. Au même moment, une armée romaine débarque en Illyrie, ce qui reviendrait à penser que la déclaration de guerre votée par les Comices date de l'été 200, soit avant même la rencontre d'Abydos.

### Les motifs de guerre des Romains
Les motifs « officiels » de l'entrée en guerre de Rome, qui affiche son « désintéressement », sont connus : empêcher Philippe de faire la guerre à aucun État grec, arbitrer les requêtes de Rhodes et Pergame, faire respecter l'intégrité des possessions ptolémaïques. Il apparait néanmoins que les principaux protagonistes romains de la deuxième guerre sont les mêmes que ceux de la première, tendant à prouver qu'ils cherchent à jouer le « match retour » contre les Macédoniens. Pour Tite-Live, cette deuxième guerre serait ainsi la continuité de la première, le traité de Phœnicè n'étant qu'une trêve dont les arrangements auraient pu servir de casus belli aux Romains. Par ailleurs la fin de la deuxième guerre punique rendent disponibles d'importants effectifs de vétérans peu enclins à entrer dans une Italie dévastée par la guerre, alors que pour les grands personnages cette guerre apparaît comme un moyen de faire progresser leur carrière politique. La menace d'une coalition entre Philippe et Antiochos III, qui auraient conclu un pacte secret, ne parait pas avoir été un motif de guerre pour les Romains. Il n'est en tout cas pas évoqué par Tite-Live (XXXI, 7) dans le discours consulaire prononcé aux Comices appelant à la guerre. Quels que soient les motifs sous-jacents de cette intervention romaine, l'état de la documentation empêche de les connaître précisément.
Il apparait enfin que de nombreux soldats romains sont des vétérans des campagnes d'Afrique, laissant à penser que le consul Sulpicius, qui conduit l'armée au début du conflit, soit en bonne relation avec Scipion l'Africain.

## Déroulement

### Les premières campagnes (200-199)
Philippe V rejette aussitôt l'ultimatum des Romains à Abydos. Il s'empare de la cité dont les habitants préfèrent se suicider que de tomber entre les mains des Macédoniens. Il retourne ensuite en Macédoine, au moment où le consul Sulpicius débarque près d'Apollonie d'Illyrie. Dans le même temps les légats romains obtiennent la neutralité d'Antiochos III, mettant à mal le pacte entre Antigonides et Séleucides. La Macédoine apparait donc isolée en cette heure : les Achéens sont davantage soucieux de lutter contre Nabis et restent dans une forme de neutralité (avant de rejoindre le parti romain) surtout avec le passage en Achaïe des trois légats, tandis que la Ligue hellénique, déjà vidée de sa substance, ne réagit guère. Les Romains disposent de la supériorité maritime mais manquent, pour le moment, d'appui en Grèce, excepté les « barbares » illyriens et dardaniens, ennemis naturels de la Macédoine. 
Les premières opérations s'avèrent confuses : à la fin 200 av. J.-C., le consul Sulpicius débarque aux environs d'Apollonie d'Illyrie et fait hiverner ses troupes, le but étant d'attaquer le royaume de Macédoine par l'ouest. Philippe est battu à Ottolobus, puis se retire rapidement en Illyrie. Mais il parvient à empêcher Sulpicus d'exploiter ce relatif succès. Il repousse par ailleurs les Étoliens de Thessalie et les Dardaniens de Péonie. Cette campagne qui s'achève à la fin 199 convainc tout de même les Étoliens de s'allier avec les Romains.

### La guerre de Flamininus (198-197)
L'élection au consulat de Flamininus, qui reçoit le soutien de Sulpicius le précédent général en chef, change considérablement la donne. Jeune (il n'a pas 30 ans et n'a jamais été questeur), philhellène (qu'il soit sincère ou non), il amorce une politique plus sévère envers la Macédoine considérée comme l'« ennemi des Grecs ». Il enrôle de nombreux vétérans de la deuxième guerre punique qu'il a fait établir en Italie méridionale (prouvant que Scipion l'Africain le soutient) et débarque en Illyrie à Corcyre en 198 av. J.-C. À l'initiative des Épirotes, il rencontre Philippe V qui estime probablement pouvoir traiter avec les Romains comme il l'a fait à Phoenicé en 205. Mais Flamininus, au nom du Sénat lui signifie qu'il durcit les conditions de l'ultimatum : les Macédoniens doivent en effet abandonner toutes les places qu'ils occupent en Grèce, dont celle de Thessalie, sous leur tutelle depuis Philippe II, laissant à penser que les Romains prônent désormais la « liberté de la Grèce » et non plus seulement la « paix en Grèce ». Philippe rejette la proposition romaine, entrainant la réaction de Flamininus qui marche contre lui et le défait à la bataille de l'Aoos en avril 198.
Philippe se retire alors précipitamment en Thessalie qui est envahie par les Romains et les Étoliens. Il pratique la tactique de la terre brûlée tandis que les places fortes macédoniennes résistent, les Romains ne s'attardent donc pas. À l'été 198, les Romains s'avancent vers le golfe de Corinthe. Les flottes de Rhodes et Pergame, qui ont auparavant échoué à prendre Chalcis en Eubée, font leur jonction avec la flotte romaine dans le golfe Saronique. Cette démonstration de force fait qu'un parti antimacédonien se développe parmi la Ligue achéenne, alors que son chef, Philopœmen est parti guerroyer en Crète. Après une rencontre avec les Romains à Sicyone, les Achéens choisissent de quitter l'alliance avec la Macédoine, seules quelques cités (Argos qui accueille une garnison macédonienne, Mégalopolis, Dymes) lui restant fidèles. L'alliance formelle avec les Romains vient entre 196 et 192. Dans le même temps, les Épirotes rejoignent également le parti romain mais restent prudents. Forts de ces ralliements, les Romains, dont le quartier général est en Phocide à Élatée entreprennent alors le siège de Corinthe (pl). Cette opération s'avère un échec. Pour autant l'année 198 s'achève dans la difficulté pour les Macédoniens, contraignant Philippe à traiter. Flamininus voit à cette époque son commandement prorogé par l'attribution du proconsulat.
La nouvelle rencontre entre Philippe et Flamininus a lieu en Locride au mois de novembre en présence d'Attale de Pergame. Flaminius réclame l’évacuation des garnisons macédoniennes en Grèce, la remise des prisonniers et des déserteurs et le retour des territoires d'Illyrie anciennement sous protectorat romaine, tandis qu'une trêve de deux mois est conclue. Philippe fait des propositions sur les places qu'il veut bien céder. Mais les alliés réussissent à convaincre le Sénat que Philippe reste une menace pour les Grecs alors qu'il conserve Démétrias, son arsenal, Chalcis et Corinthe, « les entraves » de la Grèce. L'ambassade macédonienne dépêchée au Sénat est vaine : les pourparlers sont rompus, la guerre de Flamininus, et de ses soutiens, peut reprendre. Les sources sont d'ailleurs concordantes au sujet du fait que Flamininus veuille achever la guerre au profit de sa propre gloire.
Début 197, Philippe perd ses derniers alliés : Nabis, le tyran de Sparte, auquel il a confié la garde d'Argos (qui subit son despotisme), choisit le camp romain, malgré l'avis défavorable d'Attale, et conclut une trêve avec les Achéens. La Ligue béotienne se rallie après que 2 000 légionnaires arrivent à Thèbes.

### La victoire des Romains
Philippe V comprend au retour de l'ambassade auprès du Sénat que Flamininus a cherché à gagner du temps et que la guerre est inéluctable. Il cherche à vaincre les Romains en une seule bataille mais ne monte qu'une armée de fortune composée de 25 000 hommes, dont certains n'ont que 16 ans, alors que les Romains alignent près de 35 000 hommes dont des vétérans de la deuxième guerre punique et de nombreux alliés grecs, dont 6 000 Étoliens. Le proconsul marche alors vers la Thessalie. Les deux armées se rencontrent en juin 197, près de Phères, inopinément au pied des collines dites « Têtes de chien ». La bataille de Cynoscéphales est confuse, la phalange macédonienne parvenant à infliger de lourdes pertes aux légionnaires romains. Mais l'un des flancs de Philippe n'est pas déployé et se voit enfoncé par les Romains. La manœuvre d'un officier subalterne anonyme qui ordonne d'attaquer le flanc presque intact des Macédoniens, donne la victoire aux Romains. Philippe fuit le champ de bataille à la tête de ses Compagnons. Bien que Polybe insiste sur la supériorité de la tactique manipulaire des Romains sur la phalange de sarissophores, il apparaît que la victoire de Flamininus est d'abord due à des circonstances favorables et imprévisibles et que l'issue de la bataille aurait pu être tout autre.
Cette défaite désastreuse n'est pas la seule déconvenue pour les Macédoniens en 197. Les Achéens, qui ont tenté sans succès de prendre l'Acrocorinthe, parviennent à les battre en rase campagne. Lucius Quinctius, le frère de Flamininus, défait les Acarnaniens, derniers alliés de Philippe. Les Rhodiens font la reconquête de la Pérée rhodienne en Carie. Enfin les Dardaniens menacent une nouvelle fois la Macédoine mais finissent par être repoussés, seule victoire à mettre au crédit de Philippe.

## Conséquences

### La paix de Flamininus
Flamininus voit ses talents de diplomate asseoir plus encore sa victoire à Cynoscéphales en juin 197 av. J.-C. Philippe V cherche à conclure une paix à laquelle consent le proconsul. La conférence de paix se tient dans la vallée de Tempé, au sud du Mont Olympe, en 196. Les conditions imposées à Philippe sont très sévères mais celui-ci les accepte toutes :
- abandonner toutes les places fortes en Grèce et en Asie Mineure ;
- livrer les navires pris aux Romains, Rhodiens et Pergaméniens ;
- restaurer les monuments détruits dans le royaume de Pergame (sur lequel règne désormais Eumène II) ;
- restituer tous les prisonniers ;
- donner en otage son fils Démétrios.

Un armistice de deux mois est par ailleurs conclu contre le paiement d'une caution de 200 talents. Le Sénat et les Comices ratifient le traité, non sans rendre les conditions plus dures encore. Philippe doit en effet :
- livrer la flotte macédonienne ;
- payer une indemnité de guerre de 1 000 talents (que les Romains finissent par ne plus réclamer) ;

Tite Live écrit, contrairement à Polybe, que l'armée macédonienne voit ses effectifs réduits. Mais il s'agit visiblement d'une erreur d’interprétation liée à la troisième guerre macédonienne, sachant que les Romains garantissent le maintien du royaume de Macédoine dont la mission traditionnelle est la défense de la Grèce contre les barbares du Nord (Dardaniens et Galates). Enfin rien n'indique que Philippe ait contracté une alliance officielle avec les Romains, même s'il collabore avec eux dans les années suivantes.

### La question étolienne
Cette paix suscite la réprobation des Étoliens qui réclament de récupérer toutes les cités prises par Philippe V notamment en Thessalie et en Phthiotide. Flamininus, qui se méfie d'eux et qui cherche à montrer aux Grecs que les Romains agissent désormais à leur guise, refuse de leur céder ces places, qui d'ailleurs se sont rendues aux Romains. Il rappelle aussi que les Étoliens ne peuvent avoir des exigences territoriales car ils ont conclu une paix séparée en 206 lors de la première guerre macédonienne, rendant caduc le traité de 212. Ces derniers envoient donc une ambassade plaider, en vain, leur cause auprès du Sénat. Toutefois en 196, Flamininus consent à quelques concessions : La ligue étolienne est autorisée à accueillir la Phocide et la Locride ; mais elle réclame toujours Pharsale (ville) en Thessalie et l'île Ionienne de Leucade. Devant le refus des Romains, ils décident de demander l'aide d'Antiochos III afin de chasser de Grèce les Romains, décision à l'origine de la guerre antiochique (192-188) et de la guerre étolienne (191-189) qui voit le rapprochement avec Nabis, le tyran de Sparte. 
Enfin les Béotiens, qui se sont ralliés aux Romains sous le coup de l'intimidation et dont la sympathie va aux Macédoniens, rentrent dans le rang après intervention de Flamininus.

### Rome et la liberté des Grecs
Cette guerre, qui voit la fin de l'hégémonie macédonienne en Grèce, est suivie d'un Sénatus-consulte qui proclame la « liberté des Grecs d'Europe et d'Asie » en 196 av. J.-C. Dix commissaires sont en effet dépêchés pour rendre compte des décisions du Sénat auxquelles Flamininus, le philhellène, ne consent pas complètement. L'Acrocorinthe, Démétrias et Chalcis, les « entraves » de la Grèce, sont occupées par des garnisons romaines, tandis que la ville basse de Corinthe passe sous contrôle des Achéens. Il s'agit pour les Romains de faire face à la menace que représente désormais Antiochos III qui vient de débarquer en Thrace. La proclamation est faite par Flamininus lors des Jeux isthmiques, suscitant l'enthousiasme de la foule. Antiochos envoie une ambassade auprès des Romains lors de ces jeux, mais ces derniers lui interdisent de s'en prendre aux Grecs d'Asie Mineure et d'envoyer une armée en Europe.
Hors de Grèce, le dynaste Pleuratos reçoit une grande part des possessions macédoniennes en Illyrie ; par contre Eumène II de Pergame n'obtient pas les places qu'il convoite en Eubée.
En 194, à l’initiative de Flamininus, les Romains évacuent complètement, mais provisoirement, la Grèce. Bientôt la guerre antiochique les ramène en Grèce, tandis que Persée, le successeur de Philippe, est vaincu à l'issue de la troisième guerre macédonienne (172-168) qui voit la défaite finale de la Macédoine et sa transformation en province romaine (146).